# Everybody Dance
«Everybody Dance» — второй сингл американской группы Chic с её одноимённого дебютного альбома. Ведущую вокальную партию в песне исполнила Нома Джин Райт, а бэк-вокальные партии — Лютер Вандросс. Это была первая песня группы Chic, которую написал Найл Роджерс, и впоследствии музыканты не раз исполняли её на концертах. Позднее аранжировки песни использовала британская поп-группа Steps, которая применила их в сингле «Stomp», достигшем в 2000 году 1-го места в британских хит-чартах. В 2010 году аналогичные аранжировки позаимствовала альт-рок группа Manic Street Preachers для своего сингла «(It's Not War) Just the End of Love» . В 2011 году британская певица Кимберли Уолш записала свою кавер-версию песни для фильма Ужасный Генри.
Также песня звучит в таких фильмах как Последние дни диско (1998), Кровавое лето Сэма (1999), а также присутствует в эпизоде игры Grand Theft Auto IV, The Ballad of Gay Tony, на радиостанции K109.
В отличие от других синглов Chic, его 12-дюймовая версия не вошла в альбом и не была широко доступна в исходной версии, так как 12-дюймовый формат издавался лишь как промо. Впоследствии расширенная 12-дюймовая версия сингла была выпущена в многочисленных сборниках. Также, в отличие от других синглов Chic, оригинальная альбомная дорожка би-сайда «You Can Get By» была отредактирована; почти все последующие би-сайды Chic появлялись в полной версии.

## Участники записи
Chic
- Норма Джин Райт[англ.] — вокал
- Найл Роджерс — гитара, бэк-вокал
- Бернард Эдвардс — бас-гитара, бэк-вокал
- Тони Томпсон — ударные

Приглашённые музыканты
- Лютер Вандросс — бэк-вокал

## Список композиций
Atlantic 7" 3469, 1978
- A. «Everybody Dance» (7" Edit) — 3:30
- B. «You Can Get By» (7" Edit) — 3:59

Atlantic promo 12" DSKO 109, 1978
- A. «Everybody Dance» (12" Mix) — 8:25
- B. «You Can Get By» — 5:36

Atlantic 12" DK 4621, 1978 / Atlantic Oldies promo 12" DSKO 179, 1979
- A. «Everybody Dance» (12" Mix) — 8:25
- B. «Dance, Dance, Dance (Yowsah, Yowsah, Yowsah)» — 8:21

## Кавер-версии
1990-е
- В 1993 году американский исполнитель Ру Пол записал версию песни для своего дебютного альбома Supermodel of the World.
- В том же 1993 году британская танцевальная группа Evolution попала в высшие места в чарте UK Top 20 hit вместе со своей кавер-версией песни в стиле хаус, записанной на лейбле Deconstruction Records[англ.].

2000-е
- В 2007 году канадская певица Дебора Кокс сделала свою версию песни «Everybody Dance (Clap Your Hands)» также выдержанную в стиле хаус и включающую в себя оригинальные голоса музыкантов Chic в миксе. В США трек достиг 17-го места в чарте Hot Dance Club Songs

## Позиция в чартах
| Чарт                       | Позиция |
| -------------------------- | ------- |
| U.S. Billboard Hot 100     | 38      |
| U.S. Billboard R&B Singles | 12      |
| UK Singles Chart           | 9       |